# Dee-Dee
Dee-Dee（ディー・ディー。正式名称：Dee-Dee HIT DANCING DOLLS）は、1985年に結成され、1990年まで活動していた日本の女性ヴォーカル&ダンス・ユニットである。当時の所属事務所はアップフロントエージェンシー。

## 概要
フジテレビで放送されていた音楽番組「夜のヒットスタジオ」が1985年に「夜のヒットスタジオDELUXE」とリニューアルした際に、番組専属の女性バックダンサーチームとして結成された。メンバーは現役のダンサー、ファッションモデル、女優やタレントの卵などが集まった。
番組内ではダンサーとしては勿論、司会の芳村真理がプロデュースするファッションショーのコーナーでショーモデルとして登場することもあった。
当初のグループ名は「B・G・M」だったが、翌1986年のレコードデビューを機に「Dee-Dee」に改名。
レコードリリース時は19人。ヴォーカルとパフォーマーとの明確な役割分担は無く全員が両方を兼任していた。
1987年、選抜メンバーによる4人組「spinning Dee-Dee」を結成。ポール・レカキスの『BOOM BOOM』のカバー曲を発表。
1990年、夜のヒットスタジオシリーズの終了（当時「夜のヒットスタジオSUPER」）に伴い、「Dee-Dee」は事実上解散した。メンバーは各々の道に進んだ。

## 監修・講師
- 西条満
- 疋田拓

## 歴代メンバー
五十音順
1. 浅川ひろみ
2. 池田和美
3. 江馬陽子
4. 大竹貴美江
5. 小笠原縁（おがさわら ゆかり）
6. 鹿野いずみ（鹿野の読みは「かの」。鹿野いづみ表記の場合あり）
7. 川島美香（後の川島みき → 川嶋みき → 川島だりあ。1967年3月21日生まれ。神奈川県相模原市出身。1986年11月にソロレコードデビュー）
8. 木邑典世（現・木邑のりよ。10月8日生まれ。世田谷区出身。AB型）
9. キャリアン（現・キャリー・アン・イナバ。1968年1月5日生まれ。ハワイ州ホノルル出身。1987年にソロレコードデビュー）
10. 香坂麻弓（spinning Dee-Deeのメンバーで衣装の担当カラーは赤。O型）
11. 駒形てるみ
12. 佐藤かおる
13. 斉藤裕子（spinning Dee-Deeのメンバーで衣装の担当カラーは水色。O型）
14. 菅恵理子
15. 鈴木一美
16. 高井真貴
17. 高井雅代（高井麻巳子の実姉） - 現在は、写真家としてアメリカ在住で活動している。近年の浜田麻里のCDジャケットやアーティスト写真は、高井本人が撮影したもの。夕やけニャンニャンにて、高井麻巳子のおニャン子クラブ卒業式の時流れたビデオメッセージへ出演。
18. 手塚和恵
19. 手塚智美（現：篠原智美・SAMI篠原）DSPダンススクールサミプロ代表、一般社団法人 日本フィットネスダンス協会代表理事。
20. 永島邦子
21. 野咲たみこ
22. 野沢暁子
23. 橋本貴子
24. 橋本真奈美
25. 藤本登久古
26. マリーン・ミツコ・ヤマネ
27. 宮川奈美
28. 向井敦子（spinning Dee-Deeのメンバーで衣装の担当カラーは白。O型）
29. 毛利仁美
30. 横山奈津子（spinning Dee-Deeのメンバーで衣装の担当カラーは茶色。A型） - 当時、有頂天として番組出演の経験があるケラリーノ・サンドロヴィッチは日本大学鶴ヶ丘高等学校演劇部の先輩にあたる｡現在は秋山菜津子の芸名で女優活動。

## ディスコグラフィ

### シングル
- You've Got A Name 〜 愛を信じて…　c/w　You've Got A Name English Version（1986年7月21日）
上記Dee-Deeメンバーの内、19名が参加。 作詞･作曲･編曲・プロデュース：都倉俊一／訳詞：松井五郎。
  - 1985年・1986年の2年間大晦日に『夜ヒット』の特別編として放送された『世界紅白歌合戦』のテーマソング。
- BOOM BOOM　c/w　TELL HIM 〜同じ哀しい夏〜（1987年5月2日）
選抜メンバーによる4人組の「spinning Dee-Dee」名義作品。A面曲はフジテレビ系ドラマ『はずめ!イエローボール』の主題歌で、原曲はポール・レカキス。B面曲の原曲はザ・エクサイターズ。
- マンボ CHU-CHU NIGHT　c/w　Once upon a time in MAMBO（1987年5月25日）
抜粋メンバーによる3人組の「KI・SU・KO-D」名義作品。